# Bob Wander
Bob Wander (Rotterdam, 7 februari 1955) is een Nederlandse componist / gitarist. Zijn werken zijn onder andere bij Donemus uitgegeven.

## Biografie
Bob Wander studeerde van 1979 tot 1985 klassiek gitaar bij Dick Hoogeveen, compositie bij Klaas de Vries, en ensembleleiding bij Bernard van Beurden aan het Rotterdams Conservatorium (Codarts). In 1984 verscheen zijn eerste compositie Condena Polifonica I bij Donemus. Naast zijn studie aan het conservatorium, volgde hij diverse masterclasses en workshops onder andere bij de componisten (Karlheinz Stockhausen, Gÿorgy Ligeti et Krzysztof Penderecki en gitaar bij Betho Davezac in Sablé sur Sarthe en Leo Brouwer in Luik. Hij nam van 1983 tot 1987 eveneens twee wekelijks lessen bij Betho Davezac in Parijs.
Van 1983 tot 1995 was hij gitaardocent bij onder andere stichting Nieuwerkerkse muziekschool in Nieuwerkerk aan den IJssel, en de Stichting Kunstzinnige Vorming Rotterdam (SKVR). 
In 1995 verhuisde hij naar Zuid-Frankrijk en legde zich toe op het componeren en spelen voor de compagnie Naphtaline, gaf les aan diverse muziekscholen en nam deel aan jury's onder andere voor het regionale conservatorium in Montpellier, voor de Conseil Artistique pour l’Aide à la Création Musicale van het Franse ministerie van cultuur en voor de regio Provence-Alpes-Côte d'Azur.
Sinds 2007 is hij verbonden als gitaardocent en coördinator aan het conservatorium van Mende.
Van 1996 tot 2002 was hij eveneens verbonden aan het festival Les Internationales de guitare in Montpellier. en van 1998 tot 1999 was hij artistiek directeur voor het internationale gitaarfestival Les Interfolies des Cévennes.
Hij speelt regelmatig als solist (klassieke en hedendaagse muziek) en in verschillende ensembles zoals bluebox (blues) en anderen (van salsa via rock pop tot jazz)
In 1983 ontmoette hij Roberto Aussel na een concert van zijn werk Condena Polifonica I in Muziekcentrum de IJsbreker te Amsterdam. Deze laatste vroeg hem een stuk voor solo gitaar te schrijven wat later werd uitgegeven bij Lemoine éditions in Parijs (Condena Polifonica II)
Wander schreef in 2011 een muziekstuk op het gedicht "Vrijheid" dat Marion Bloem op verzoek Nationaal Comité 4 en 5 mei schreef. Vrijheid werd op 1 november 2011 opgenomen in de Nederlandse versie met o.a. Leoni Jansen en Jan Akkerman, in de Zeeuwse concertzaal te Middelburg.

## Lijst van werken
- DISTANT EYES
- UN RÊVE
- VLEUGELS VAN ZIJDE
- SHIVERING COLORS
- WHY
- DROMEN
- CONDENA POLIFONICA I (1983) Donemus, Amsterdam
- GRAHA
- INDAO
- FRAGILE SOUVENIR
- TITI
- SATYA
- RANDOM
- RANDI
- ELLE PENSE À TOI
- SONATE VOOR DRIE GITAREN
- ADAGIO POUR UN AMI PARTI
- LES PILLIERS DU MONDE
- CONDENA POLIFONICA II (1985) Lemoine éditions, Paris
- ERAGON
- SUBCONSCIOUS MANIFESTATIONS OF A BASS CLARINET Donemus, Amsterdam
- VRIJHEID (FREEDOM) (2011) Donemus, Amsterdam
- CHANGES
- TANGO 7ALL Donemus, Amsterdam
- 4 AMBIANCES POUR GUITARE Donemus, Amsterdam
- ABSOROCKINLUTELY Donemus, Amsterdam
- MUSIC FOR 3 GUITARS Donemus, Amsterdam
- BRICKS & STONES Donemus, Amsterdam
- NOW YOU'RE GONE
- INVOCACION Y DESEO